# Сайденов, Анвар Галимуллаевич
Сайденов Анвар Галимуллаевич — финансист, банкир, занимавший высокие политические посты в Казахстане.
Специальность по образованию — экономист, имеет степень магистра наук по экономике и финансам. Владеет казахским, русским и английским языками. Ученая степень — кандидат экономических наук. Казах. Занимался преподавательской и научно-исследовательской деятельностью. В мае 2022 года возглавил совет директоров Альфа-Банка в РК.
Отец — бывший ректор Джамбульского педагогического института.

## Биография
Анвар Сайденов родился 19 сентября 1960 года в Москве;
В 1982 году — с отличием окончил экономический факультет Московского Государственного Университета им. М. В. Ломоносова, получив специальность «экономист, преподаватель политэкономии»;
В 1990 году — защитил диссертацию кандидата экономических наук в МГУ;
В 1994 году — окончил Лондонский Университет с присвоением степени магистра наук в финансовой экономике;
С 1993 года — работает в финансовых структурах;
С 1995—1996 год — специальный сотрудник ЕБРР в Лондоне;
С 1996—1998 год — заместитель председателя Национального банка Республики Казахстан;
С 1998—1999 год — исполнительный директор государственного комитета Республики Казахстан по инвестициям;
С января по август 1999 года — председатель Агентства РК по инвестициям;
С 1999—2000 год — вице-министр финансов РК;
С 2000—2002 год — председатель правления ОАО «Народный сберегательный банк Казахстана»,
С июня 2002 года — заместитель председателя Национального банка Республики Казахстан.
С января 2004 года — исполняющий обязанности председателя Национального банка Республики Казахстан.
С 26 января 2004 года — Указом Президента Казахстана Нурсултана Назарбаева № 1285 назначен председателем Национального банка Республики Казахстан.
С 11 марта 2009 года — Председатель правления БТА банка и член совета директоров БТА банка.
С 15 августа 2011 — 11 февраля 2013 год — Председатель совета директоров БТА банка и член совета директоров БТА банка.
С 4 декабря 2012 — 1 ноября 2018 года — независимый директор АО Bank RBK.
С 11 января 2016 — 20 апреля 2016 года — председатель совета директоров АО Международный Аэропорт Алматы
C 24 октября 2018 года — член совета директоров — независимый директор Банка развития Казахстана.
С 30 апреля 2019 года — член совета директоров, независимый директор Банка ЦентрКредит
C 13 мая 2022 года — председатель Совета директоров АО Дочерний Банк «Альфа-Банк» в РК.

## Награды
- Орден «Қазақстан Республикасының Тұңғыш Президенті Нұрсұлтан Назарбаев» (2006)[12]
- Юбилейная медаль «10 лет Астане» (2008)[13]